# Gerincesek
A gerincesek (Vertebrata) közé olyan kétoldali szimmetriájú, embrionális állapotban szelvényes jellegeket mutató, újszájú (Deuterostomata) állatokat sorolunk, amelyeknél az egyedfejlődés korai szakaszában megjelenő gerinchúr (chorda dorsalis) indukáló hatására (neuruláció) ektodermális csőidegrendszer, valamint ennek védelmére mezodermális eredetű gerincoszlop (columna vertebralis) és koponya (cranium) alakul ki. A csigolyák közötti porcok közepe (nucleus pulposus) a gerinchúr maradványa. A szelvényes jelleg főként egyes halak vázizomzatában látható jól. Jellegzetes látószervük a páros hólyagszem, amely egyes fajoknál visszafejlődhet. A gerincesek másodlagos testüregű (Deuterocoelomata) állatok. Zárt keringési rendszerük van, kettő, három vagy négy üregű szívvel, amely a hasi oldalon (ventrálisan) elhelyezkedő sinus pericardialisban található.
Vérükben a hemoglobin vörösvérsejtekbe zárva található. Kiválasztásuk pro-, mezo- vagy metanephros segítségével történik. Emésztőszervük a hasi oldalon van, elő-, közép-, és utóbéli szakaszból áll. Az előbéli eredetű kopoltyúk az egyedfejlődés során mindig megjelennek. A gerincesek kültakarója többrétegű hámból és irhából áll, sokféle függeléke lehet.
Legközelebbi rokonaik az előgerinchúrosok (Urochordata,  vagy Zsákállatok Tunicata) és a fejgerinchúrosok (Cephalochordata) altörzsekbe tartozó állatok, amelyekkel együtt a gerinchúrosok törzsét alkotják. Az első gerinchúros állatok már a prekambriumban megjelentek, de az első gerinces leletek (Myllokunmingia fengjiaoa és Haikouichthys ercaicunensis) csak a felső kambriumból (kb. 530-500 millió éve) ismeretesek.
A jelenleg még leginkább elfogadott (hagyományos) elméletek (Garstang 1928, Berril 1955) szerint a gerincesek ősei, a mai zsákállatok szabadon úszó gerinchúros lárváinak, neoténiásan szaporodó formáihoz lehettek hasonlóak. (Ennek az elgondolásnak számos újabb publikáció ellentmond, ezek érdemi kifejtése azonban nem lehet ezen szócikk feladata különösen, mert az újabb eredmények egymás között is ellentmondóak.)
A gerinceseket a legutóbbi időkig törzsnek tekintették, de a legújabb genetikus alapú osztályozások már altörzsként írják le. A gerincesek rendszere az intenzív kutatások hatására átalakulóban van. Ezért a különféle tan- és kézikönyvek, szakcikkek vagy összefoglalók által ismertetett rendszerek jelentősen eltérnek egymástól, az egyetértéstől egyelőre nagyon távol vagyunk.
Az altörzsben sok a különösen veszélyeztetett faj. A Londoni Zoológiai Társaság és a WWF 2016-os Élő Bolygó Jelentésében 3700 madár-, hal-, emlős-, kétéltű- és hüllőfaj egyedszámát vizsgálták ellenőrzött tanulmányokból, kormányzati felmérésekből és civil szervezetektől kapott adatok alapján. Következtetésük, hogy a Föld vadon élő gerinces állatainak száma 1970 óta 58 százalékkal csökkent — leginkább a tavakban, a folyókban és a vizes élőhelyeken élő fajoké: az édesvízi fajok egyedszáma 81 százalékkal esett vissza.

## Hagyományos osztályozásuk
A gerincesek főbb osztályai a hagyományos felfogás szerint, a leírt fajok számával.
1. Halak (Pisces) – 29 300
2. Kétéltűek (Amphibia) – 5918
3. Hüllők (Reptilia) – 8240
4. Madarak (Aves) – 9934
5. Emlősök (Mammalia) – 5416

## Kladisztikus osztályozás
A gerincesek egyik lehetséges csoportosítása a kladisztikus szabályok mérsékelt figyelembevételével. (Az állkapocs nélküliek egyes rendszertanok szerint nem tartoznak a gerincesek altörzsébe, hanem a gerinchúrosokon belül különálló taxonok, és a gerincesekkel együtt a Craniata csoportot alkotják.)
- altörzs: Gerincesek
  - altörzság: Állkapocs nélküliek (Agnatha vagy Hemicraniota)
    - osztály: Nyálkahalak (Myxini)
    - osztály: Ingolák (Cephalaspidomorphi)
    - osztály: †Pteraspidomorphi vagy Heterostraci – kihalt
    - osztály: †Thelodonti – kihalt

  - altörzság: Állkapcsosok (Gnathostomata)
    - osztály: †Páncélos őshalak (Placodermi) – kihalt
    - osztály: †Tövises őscápák (Acanthodii) – kihalt
    - osztály: Porcos halak (Chondrichthyes)
      - alosztály: Cápák és ráják (Elasmobranchii)
      - alosztály: Tömörfejűek (Holocephali)

    - főosztály: Csontos halak (Osteichthyes)
      - osztály: Sugarasúszójú halak (Actinopterygii)
      - osztály: Izmosúszójú halak (Sarcopterygii)
        - alosztály: Bojtosúszójú halak (Coelacanthimorpha)
        - alosztály: Tüdőshalak (Dipnoi)

    - főosztály: Négylábúak vagy négyvégtagúak (Tetrapoda)
      - osztály: Kétéltűek (Amphibia)
      - osztály: Hüllők (Reptilia vagy Sauropsida)
        - alosztály: Anapszida hüllők (Anapsida)
        - alosztály: Diapszida hüllők (Diapsida)

      - osztály: †Emlősszerű hüllők (Synapsida) – kihalt
      - osztály: Madarak (Aves)
        - alosztály: Futómadár-szabásúak vagy lapos szegycsontúak (Paleognathae)
        - alosztály: Újmadárszabásúak vagy tarajos szegycsontúak (Neognathae)

      - osztály: Emlősök (Mammalia)
        - alosztály: Tojásrakó emlősök (Prototheria)
        - alosztály: Elevenszülő emlősök (Theria)
          - alosztályág: Erszényesek (Marsupialia)
          - alosztályág: Méhlepényesek (Eutheria)

## Ajánlott magyar nyelvű könyvek
- Dudich, E.–Loksa, I. (1987): Állatrendszertan, Tankönyvkiadó, Budapest.
- Papp, L. (1996): Zootaxonómia. Egységes jegyzet, Állatorvostudományi Egyetem, Budapest.
- Deckert, K. et al (1974): Uránia Állatvilág. Halak, kétéltűek, hüllők, Gondolat Kiadó, Budapest.
- Géczy, B. (1989): Őslénytan, Tankönyvkiadó, Budapest.
- Géczy, B. (1993): Ősállattan. Vertebrata paleontologia, Tankönyvkiadó, Budapest.